# Chrysolina vernalis
Chrysolina vernalis es una especie de  coleóptero de la familia Chrysomelidae.
Fue descrita científicamente en 1832 por Brullé.